# Hitler, um Filme da Alemanha
Hitler, um Filme da Alemanha (em alemão:  Hitler, ein Film aus Deutschland) é um filme britano-franco-alemão de 1977 realizado por Hans-Jürgen Syberberg.

## Sinopse
Syberberg utiliza no filme referências documentais integradas num jogo literário e teatral. O cineasta desmonta a "encenação" Hitler, a "arte" e o espetáculo do nazismo, das grandes concentrações de massa, dos desfiles, dos discursos, da propaganda e do cinema. Syberberg tenta explicar Hitler e o nacional-socialismo nas suas raízes e contextos mitológicos.

## Elenco
- Heinz Schubert
- Peter Kern
- Helmut Lange
- Rainer von Artenfels
- Peter Moland
- Amelie Syberberg

## Sobre o filme
Trata-se de um dos filmes mais longos da história do cinema, com mais de sete horas de projecção. Se para muitos uma tal duração possa ser considerado como um exagero, não o foi para o realizador. A esse propósito, dizia Syberberg sobre a a sua obra: "Não acho que seja demasiado longa. Hitchcock precisava de 90 minutos para explicar um único assassinato. Eu tinha de explicar o que provocou cinquenta milhões de mortos. Fico um pouco envergonhado por não dispor, para tal, senão de sete horas".
Não só devido a este facto, mas também pelo modo original da sua realização, muito próximo da encenação de uma ópera, o filme acabou por não estrear comercialmente na maior parte dos países, sendo apenas exibido em festivais ou em sessões especiais (promovidas pelo Goethe-Institut em 1979/1980) para plateias muito reduzidas. Porém, nos Estados Unidos o filme obteve sucesso entre cineastas e intelectuais, acabando por ser adquirido pela distribuidora de Francis Ford Coppola na feira cinematográfica de Los Angeles. Hitler - ein Film aus Deutschland acabou por estrear em alguns cinemas de Nova York depois de Coppola agudizar ainda mais a provocação do tema ao acrescentar a palavra "nosso" ao título, passando a chamar-se Our Hitler. A boa recepção que a película teve nos Estados Unidos não encontrou eco na então Alemanha Ocidental onde, para muitos alemães, o filme foi entendido como uma dura crítica à sociedade e ao país onde nasceu o nazismo. Ele mostra como a história de Hitler se encontra associada à história da Europa de há cem anos, sendo um trabalho essencial sobre a civilização europeia do século XX.

## Prémios
- Vencedor do Troféu Sutherland (1977) do British Film Institute para o melhor filme estrangeiro